# Quauholōlli

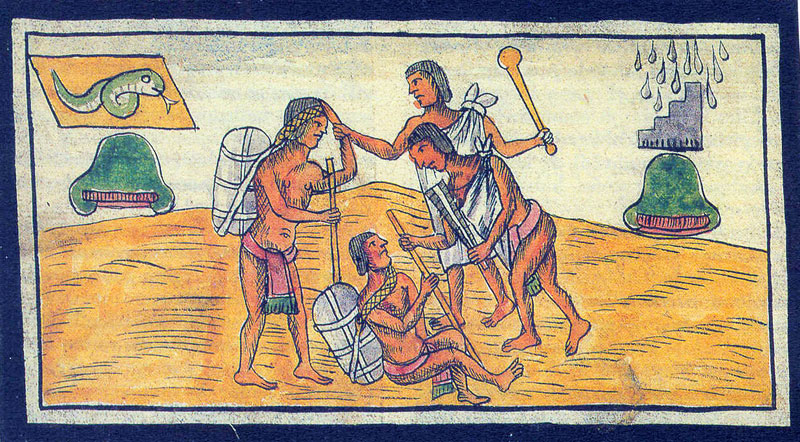
Códice Durán.

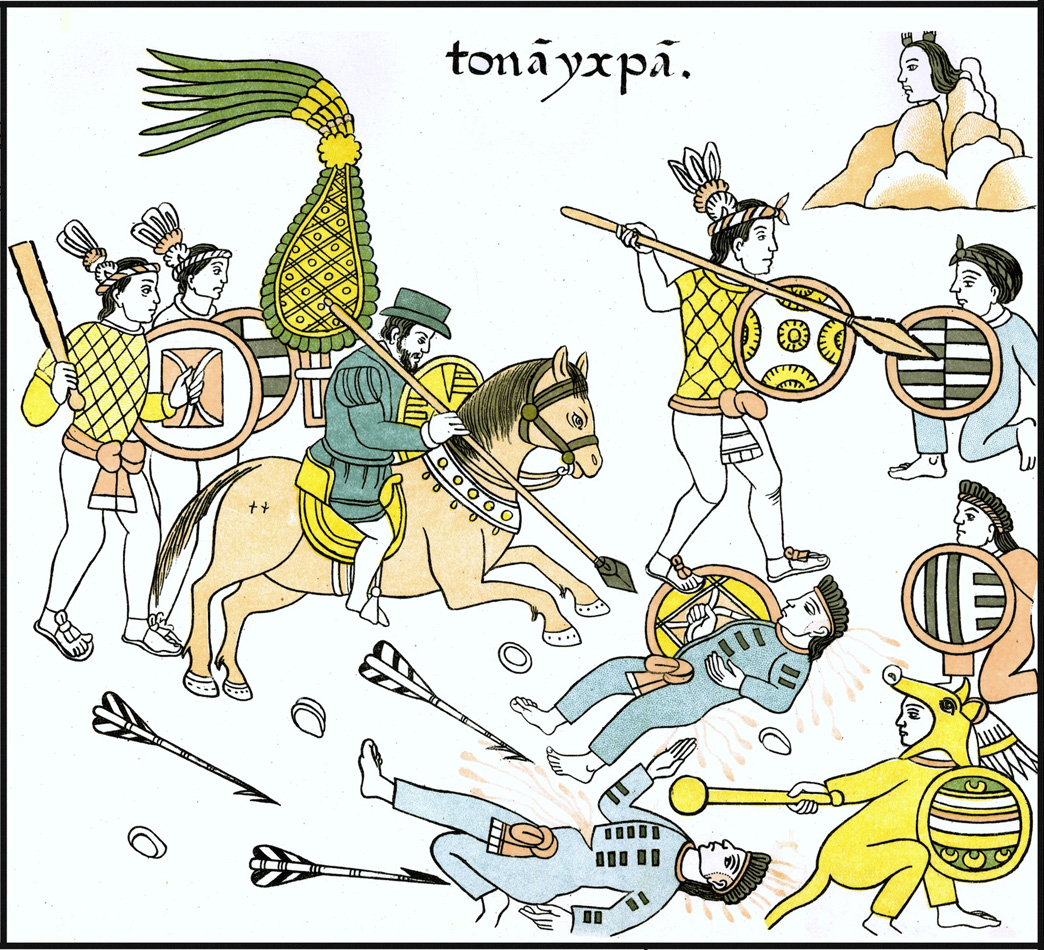
Una representación de un Quauholōlli proveniente del Lienzo de Tlaxcala,.

El Quauholōlli fue un arma contundente utilizada por los pueblos mesoamericanos. Consistía en un palo de madera que terminaba en una dura bola, ideal para romper huesos. Esta arma aparece representada en el Lienzo de Tlaxcala, el Códice Durán y el Códice florentino.  
''... usaban porras pesadas y recias, lanzas también a modo de picas y otras arrojadizas, en que eran muy diestros...''-Padre Acosta. Historia natural y moral de las Indias, libro sexto, capítulo 26

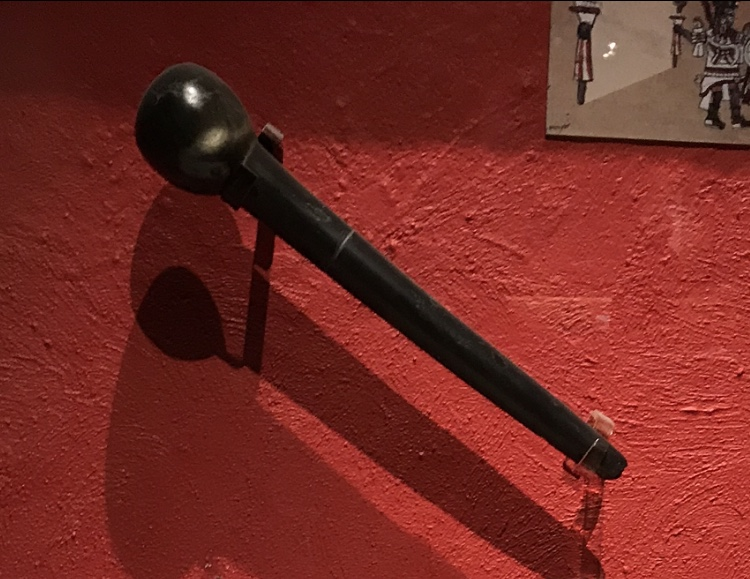
Maza de obsidiana, Museo del Templo Mayor